# Kloster Fürstenberg
Das Kloster Fürstenberg ist ein ehemaliges Kloster auf dem Fürstenberg bei Xanten. Es wurde ursprünglich von Benediktinern gegründet, jedoch später an Zisterzienserinnen verkauft.

## Geschichte

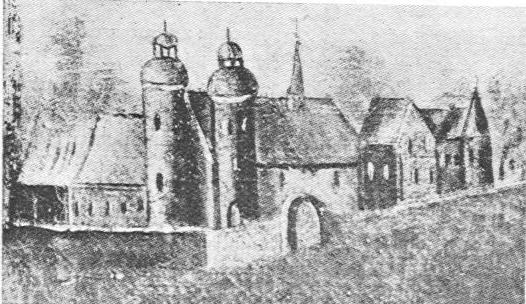
Das Kloster Fürstenberg im Jahr 1464

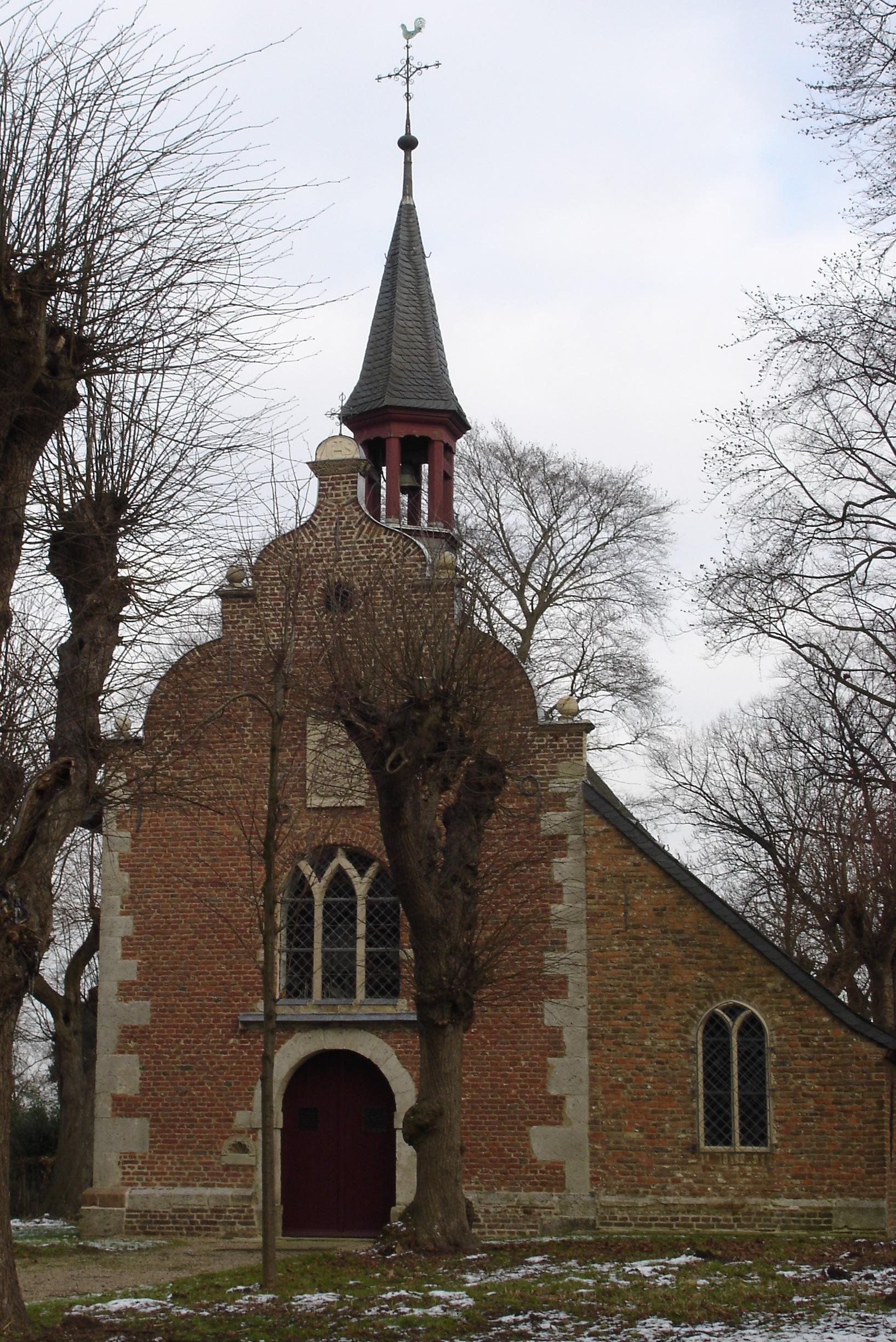
Die Kreuzkapelle auf dem Fürstenberg

Bereits im Jahr 1076/79 wurde auf dem Fürstenberg eine Kapelle zu Ehren des heiligen Martin von Tours durch den Kölner Erzbischof Hildolf geweiht. 1116 übertrug Erzbischof Friedrich I. von Schwarzenburg die Kapelle an die benediktinische Abtei Siegburg. Auf Anraten Norbert von Xantens schenkte Heinrich von Dornick der Ordensgemeinschaft darauf ein Lehen auf dem Fürstenberg unter der Bedingung, dass diese dort ein Kloster errichten sollten. Friedrich I. beurkundete diese Schenkung 1119; die Schenkung zweier Höfe in Birten und Eger, eines Grundstücks in Xanten sowie Land in den heute zu Wesel gehörenden Ortschaften Werrich und Büderich beurkundete Erzbischof Arnold I. von Köln im Jahr 1144. Zu diesem Zeitpunkt war auf dem Fürstenberg bereits das Kloster St. Maria mit einer dreischiffigen romanischen Abteikirche mit vier Türmen entstanden. Da in der Schenkungsurkunde sowohl von männlichen als auch weiblichen Ordensangehörigen gesprochen wurde, wird für dieses Kloster angenommen, dass es sich bereits seit der Gründung um ein Doppelkloster handelte. Zu Beginn des 13. Jahrhunderts verließen die männlichen Ordensangehörigen jedoch den Fürstenberg und es entstand ein Frauenkloster.
1259 wurde das Kloster gegen den Willen der dort lebenden Benediktinerinnen an den Zisterzienserorden verkauft, dessen Frauenkloster in Marienhorst bei Deventer sechs Jahre zuvor bei einem Brand zerstört worden war. Erzbischof Konrad von Hochstaden billigte die Überschreibung am 7. August 1259 unter dem Vorbehalt, dass die dort verbleibenden Benediktinerinnen weiterhin ihren bisherigen Unterhalt bekommen sollten, im Gegenzug jedoch keine weiteren Ordensangehörigen aufnehmen durften. Der Erzbischof von Utrecht hatte zwischenzeitlich ein neues Kloster in Honepa bei Deventer als Ersatz für das 1253 niedergebrannte Zisterzienserinnen-Kloster errichten lassen, so dass einige der Ordensangehörigen dorthin zurückkehrten. 1284 fand schließlich der letzte Gottesdienst der Benediktinerinnen im Kloster Fürstenberg statt, welches 1265 unter den Schutz des Propstes des Xantener Viktorstiftes gestellt wurde.
1460 wurde das Kloster bei Auseinandersetzungen zwischen den klevischen Herzögen und dem Kölner Erzbischof Dietrich II. von Moers zu großen Teilen zerstört, bis 1467 wurde es wieder hergerichtet. 1499 wurde das Kloster von zum Herzogtum Geldern übergelaufenen Soldaten gebrandschatzt, bis es 1586 infolge des Achtzigjährigen Kriegs von spanischen Truppen endgültig zerstört wurde. Die Zisterzienserinnen fanden daraufhin Obdach im franziskanischen Agnetenkloster Xanten. 1671/72 errichteten die Zisterzienserinnen auf den Ruinen der Abteikirche auf dem Fürstenberg die Kreuzkapelle, welche infolge der Aufhebung des Klosters im Rahmen der Säkularisation unter Napoléon Bonaparte in Privatbesitz gelangte und bis heute als erhalten blieb. Die Klosterbibliothek wurde in die Stiftsbibliothek Xanten eingegliedert. An der Stelle des Hofhauses des Klosters ließ der Offizier und Gutsbesitzer Gustav von Hochwächter nach Plänen des Kölner Dombaumeisters Ernst Friedrich Zwirner ab 1843 als Herrenhaus das Haus Fürstenberg errichten.